# Messincourt
Messincourt é uma comuna francesa na região administrativa de Grande Leste, no departamento das Ardenas. Estende-se por uma área de 8,15 km². Em 2010 a comuna tinha 618 habitantes (densidade: 75,8 hab./km²).